# Асгардија
Асгардија, званично позната као Свемирско Краљевство Асгардија, предлог је за државу који је 12. октобра 2016. године изнео Игор Ашурбели, оснивач Међународног ваздухопловног истраживачког центра и председник Унесковог одбора за науку и свемир. Предложена држава намерава да ослободи свемир од контроле постојећих држава и да буде призната као национална држава.

## Историја
Држава је најављена 12. октобра 2016. године, а крајњи циљ пројекта је да се створи нова држава која ће омогућити приступит свемиру без контроле постојећих држава. Садашњи правни оквир, споразум о свемиру, захтева од влада да омогуће и прате све врста свемирске активности укључујући и активности невладиних организација. Људи који желе да оснују Асгардију као државу се надају да ће овако моћи да избегну ограничења која постојећи систем намеће. "Асгардија" је изабран као назив да би подсећао на Асгард у коме живе нордијски богови.
Асгардија је позвала људе да траже њено држављанство како би поднели захтев Уједињеним нацијама да се призна као држава. За мање од 2 дана аплицирало је преко 100.000 људи; а у року од 3 недеље их је било 500.000. Након провере свих људи који су аплицирали за држављанство од јуна 2017. године Асгардија има 210.000 држављанина. Међутим, не постоји намера да се држављани стварно преселе у свемир. Асгардија намерава да поднесе захтев да се призна као независна држава Уједињеним нацијама 2018. године.
Заједно са неколико међународних експерта, пројекат је иницирао руски научник и бизнисмен Игор Ашурбели, оснивач Међународног ваздухопловног истраживачког центра и председник Унеско-вог одбора за науку и свемир. У оквиру процеса подношења пријаве, учесници су морали да га потврде као "вођу државе"; Ашурбели прихвата да пређе на демократски систем 2017. Држава је званично позната као "Свемирско Краљевство Асгардија".

## Свемирске активности
Асгардија планира да лансира низ сателита у орбиту и најављено је да ће први бити лансиран у септембру 2017. године у оквиру мисије снабдевања Међународне свемирске станице. Биће лансиран CubeSat величине 10x10x20cm и тежак 2,8 килограма. Сателит је назван Асгардија-1. У наносателиту ће бити меморијски уређај са стварима као што су породичне фотографије првих 1.500.000 чланова. Неке ће бити убачене пре лансирања, али ће бити и накнатно убациване помоћу Глобалстар сателитске мреже. Будући да сателит лансирају приватне компаније на мисији коју финансира НАСА, сателит ће пасти под надлежност САД. Асгардија намерава да постане партнер са државом која није потписала Споразум о свемиру, можда једна од држава Африке попут Етиопије или Кеније, у нади да ће тако избећи рестрикције споразума на то да само државе могу има територију у свемиру. Очекује се да ће сателит бити у свемиру 5 година пре него што пропадне и сагори при поновном уласку у атмосферу.
Ашурбели, који је милијардер, је рекао да у овом тренутку он сноси пуну одговорност за финансирање Асгардије и да чланови неће финансирати лансирање првог сателита. Иако цена није била јавно изнесена, NanoRacks наводи да слични пројекти коштају око 700.000$. Пројекат намерава да пређете на краудфандинг како би се финансирао. Саид Мостешар из Лондонског Института космичке политике и права, каже да Асгардија нема одржив пословни план. Компанија Асгардија АП је основана, а чланови могу да купују њене акције.
Крајњи циљ Асгардије је да направи колонију у орбити. Ово би био скуп пројекат: изградња Међународне свемирске станице је коштала 100 милијарди долара и сваки лет до ње кошта преко 40 милиона долара. Асгардија је упоређена са проблематичним пројектом Марс један који има за циљ стварање сталне колоније на Марсу. Поборници Асгардије износе да би прављење колоније у орбити било много једноставније од колонизовања удаљеног Марса. Други циљеви укључују штићење Земље од астероида и короналних експлозија, као и прављење базе на Месецу.

## Правни статус

### Историјски
Пре Асгардије је био бар још један покушај стварања независна држава у свемиру. Државу небеског свемира (енгл. Nation of Celestial Space), такође познату као Селестија, је основао Џејмс Меган 1949. и тврдио је да цео свемир припада овој држави. Забранио је атмосферско нуклеарно тестирање и протестовао против светских сила за атак на територију државе, али су га те силе и Уједињене нације игнорисале. Међутим, савремени облици комуникације значе да Асгардија може боље да се организује и финансира, а сателити ће јој омогућити физичко присуство у свемиру.

### Признање и територија
Рам Јаку, директор Института за ваздушно и свемирско право универзитета Макгил и правни експерт Асгардије сматра да ће ова држава испунити три од четири елемента које Уједињене нације захтевају како би ентитет постао дрћава: грађане; владу и територију. Под условом да се ово оствари, Јаку сматра да ће Асгардија успешно испунити и четврди елемент, признавање државе од стране чланица Уједињених нација. Након што се ово деси, Асгардија ће моћи да захтева да и сама постане чланица Уједињених нација. Да би се овај циљ испуни, Савет безбедности и две трећине генералне скупштине ће морати да одобре аплицирање Асгардије.
Тренутни међународни закон спречава захтебе за сувереност територија у свемиру од стране држава, међутим у члану осам Споразума о свемиру пише да држава која лансира објекат у свемир уадржава надлежност и контролу над тим објектом. Саид Мостешер са Лондонског института за свемирску политику и право износи да: "Споразум о свемиру... прихваћен од стране свих врло јасно дефинише да ниједан део свемира не може присвојити ниједна држава." Без самоуправне територије у свемиру у којој су присутни грађани шансе да Асгардију призна нека држава су мале, према Местешеру.
Џоен Габриновицц, експерт за свемирско право и професор на правној школи Пекиншког технолошког института такође сматра да ће Асгардија имати проблема око признавања као државе. Она износи да се "дуго разматрају ентитети са Земље који захтевају статус независне државе. Разумљиво је очекивати да ће статус ненасељеног објекта који није на Земљи бити споран."
Кристофер Њумен, енглески експерт за свемирско право наглашава да Асгардија покушава да оствари потпуну промену тренутног нацрта за свемирско право. Њумен очекује да ће пројекат имати пројне препреке приликом добијања признања од Уједињених нација због овога. Рецимо, Споразум о свемиру захтева да држава која шаље мисију у свемир одговара ња њу, укључујући штету коју може изазвати.

### Безбедност података
Чињеница да Агрардија мора да вуде одговорна за чувење личних података подиже правна и етичка питања. Будући да ће сателит Асгардије у орбитаорбиту лансирати америчке компаније, сигурност података у овом тренутку пада под надлежност Сједињених Америчких Држава и самим тим ће подаци на сателиту бити под заштитом америчког закона о приватности.